# Criação urbana de galinhas
Criar galinhas está se tornando cada vez mais popular em áreas urbanas e suburbanas. As razões para criar galinhas são: tê-las como animais de estimação; produção de ovos; produção de carne; ou combate a pragas. Algumas pessoas vendem os ovos para obter uma renda extra.
A criação de galinhas em ambiente urbano é um tipo de agricultura urbana, importante no movimento alimentar local, que consiste na prática crescente de cultivar, processar e distribuir alimentos dentro ou ao redor de uma aldeia, vila ou cidade. De acordo com o National Sustainable Agriculture Information Service e especialistas em agricultura de fundo de quintal, há uma série de benefícios pessoais associados à agricultura urbana e à manutenção de galinhas no fundo do próprio quintal.

## Ovos: produção comercial x produção no próprio quintal
A produção comercial de ovos tem sido associada a salmonela e outros surtos de doenças nos Estados Unidos. O saneamento deficitário e os galinheiros lotados têm contribuído para esses problemas. A expansão da indústria avícola, alimentada por um aumento da demanda por produtos avícolas, criou uma demanda por alta em toda a produção de aves e ovos. O resultante aumento da densidade populacional de aves e a criação de espécies incompatíveis de aves próximas umas às outras têm representado grandes desafios quanto a doenças. Estudos têm demonstrado que a criação de galinhas/produção de ovos em pequena escala reduz esses riscos potenciais de doenças.
De acordo com Mench et al., embora mudanças nos sistemas comerciais de produção de ovos estejam sendo impulsionadas em grande parte por preocupações quanto ao bem-estar animal, está claro que outros aspectos de tais mudanças devem ser considerados para garantir a produção sustentável de ovos. Sustentabilidade é um tema complexo. Os elementos de sustentabilidade incluem: a economia; efeitos ambientais; saúde e segurança humanas; e valores sociais; além do bem-estar animal. A produção de ovos no fundo do próprio quintal tem sido sugerida como uma solução para o abastecimento sustentável e saudável de alimentos para as famílias.